# Pai João
Pai João é um distrito do município brasileiro de Aratuba, no interior do estado do Ceará. De acordo com o Instituto Brasileiro de Geografia e Estatística (IBGE), sua população no ano de 2010 era de 1 657 habitantes, sendo 796 homens e 681 mulheres, possuindo um total de 506 domicílios particulares. Foi criado pela lei municipal nº 173, de 27 de dezembro de 2001.